# Bernhard Oberle
Bernhard Oberle (* 30. Dezember 1946 in Dreisen; † 13. April 2022) war ein deutscher Fußballspieler, der als Verteidiger beim SV Alsenborn von 1968 bis 1973 in der zweitklassigen Regionalliga Südwest 71 Ligaspiele mit fünf Toren absolviert hat. Der vielseitig einsetzbare Defensivspieler gewann mit Alsenborn in den Runden 1968/69 und 1969/70 zweimal die Meisterschaft im Südwesten und trat noch in elf Spielen mit dem SVA in den Bundesligaaufstiegsrunden an. Insgesamt hat Oberle von 1968 bis 1974 bei den Vereinen SV Alsenborn und FC Homburg 99 Regionalligaspiele absolviert und dabei sieben Tore erzielt.

## Laufbahn

### SV Alsenborn, 1968 bis 1973
In Alsenborn hatte sich der Kapitän der Weltmeistermannschaft von 1954, Fritz Walter, in seiner neuen Wohnheimat zu einer „betreuenden und beratenden Tätigkeit“ beim heimischen SVA überreden lassen. Im Jahresrhythmus stiegen die „Dorfmannschaft“ von 1963 bis 1965 aus der A-Klasse Westpfalz, über die 2. Amateurliga Westpfalz und 1. Amateurliga Südwest, bis zur Saison 1965/66 in die Regionalliga Südwest auf. In der dritten Regionalligasaison 1967/68 glückte dem SVA erstmals die Erringung der Meisterschaft und der Einzug in die Aufstiegsrunde zur Fußball-Bundesliga.
Vor der Saison 1968/69 hatte Alsenborn den Verlust von Torjäger Jürgen Schieck zu verkraften, begegnete dieser Personalie mit der Verpflichtung von Talenten aus dem Amateurlager wie Werner Adler, Manfred Lenz, Franz Schwarzwälder, Erwin Schwehm, Werner Fuchs, Alban Wüst, Matthias Volk und Bernhard Oberle. Der Abwehrspieler Oberle kam von der TSG Eisenberg nach Alsenborn. Sportlich wurde die Situation von der Mannschaft und Trainer Otto Render gut angenommen. Das Nachwuchstalent debütierte am 2. Dezember 1968, bei einem 6:0-Heimerfolg gegen den VfR Frankenthal, in der damals zweitklassigen Regionalliga Südwest. Die gehobenen Anforderungen der Regionalliga, insbesondere beim Titelverteidiger Alsenborn, verhinderten bei Oberle aber mehr als den zweiten Ligaeinsatz am 20. Januar 1969 beim 3:2-Auswärtserfolg bei Mainz-Weisenau.
Sein Einstandsjahr in der Regionalliga war aber von Schicksalsschlägen beim „Dorfverein“ überschattet: In den letzten Oktobertagen 1968 wurde der schnelle Flügelspieler Josef Sattmann in einen Autounfall verwickelt, wobei er einen schweren Schädelbasisbruch und weitere Kopfverletzungen erlitt. Durch die Schwere der Verletzungen und die Langzeitfolgen konnte das hoffnungsvolle Talent seine sportliche Laufbahn nicht mehr fortsetzen. Am 11. April 1969 verunglückte der verdienstvolle Trainer Render mit dem Auto tödlich.
Trotzdem feierte Alsenborn am Rundenende die Titelverteidigung und zog wiederum in die Bundesligaaufstiegsrunde ein. In der Aufstiegsrunde kam Oberle in den Spielen gegen den Freiburger FC (3:2), VfB Lübeck (6:2) und Hertha 03 Zehlendorf (0:3) jeweils als Einwechselspieler zum Einsatz.
In seiner zweiten Runde bei Alsenborn, 1969/70, kam er unter dem neuen Trainer Heiner Ueberle und an der Seite des Horr-Nachfolgers Karel Nepomucký zu zehn Einsätzen. Der SVA gewann die dritte Meisterschaft in Folge. In der Aufstiegsrunde folgten aber für den Abwehrspieler gegen Arminia Bielefeld, Tennis Borussia Berlin, VfL Osnabrück und den Karlsruher SC alle acht Einsätze. Von 1970/71 bis 1972/73 gehörte er mit 59 Ligaeinsätzen in drei Runden mit fünf Toren der erweiterten Stammbesetzung in Alsenborn an. In der Saison 1971/72 wurde mit dem dritten Rang knapp der erneute Einzug in die Bundesligaaufstiegsrunde verpasst und Oberle hatte in 25 Ligaeinsätzen vier Tore erzielt. In seiner fünften Saison beim SV Alsenborn, 1972/73, kam er unter Trainer Horst Kunzmann in 18 Rundenspielen zum Einsatz und belegte an der Seite von Mitspielern wie Franz Schwarzwälder (Torhüter), Walter Frosch, Peter Cordes, Bernd Krebs, Matthias Volk, Klaus Schmidt, Reinhard Meier, Wolfgang Röhring, Karel Nepomucký, Werner Kadel, Ernst Hodel und Otmar Ludwig mit dem SVA den achten Rang. Mit dem 1:4 verlorenen Heimspiel am 15. April 1973 gegen den VfB Theley beendete er seine Aktivität in Alsenborn und schloss sich zur letzten Saison der alten zweitklassigen Regionalliga, 1973/74, dem FC Homburg an.

### FC Homburg, 1973 bis 1976
Bei den Grün-Weißen vom Waldstadion debütierte er am 18. August 1973 unter dem Trainer Uwe Klimaschefski bei einem 7:1-Heimerfolg gegen den FC Ensdorf im Ligabetrieb. Bei den zwei Rundenerfolgen gegen seinen vormaligen Verein aus Alsenborn (1:0, 2:0), war er gemeinsam mit den weiteren Ex-SVA-Spielern Manfred Lenz und Otmar Ludwig im Einsatz. Homburg belegte 1973/74 den dritten Rang in der Regionalliga Südwest und Oberle hatte 28 Spiele mit zwei Toren absolviert. Damit waren die Saarländer für die ab der Runde 1974/75 startende 2. Fußball-Bundesliga startberechtigt. In dieser verlor das Team mit dem Verteidigerduo Albert Müller und Oberle am 3. August 1974 das Startheimspiel mit 2:3 Toren gegen den späteren Meister und Aufsteiger Karlsruher SC. Am Rundenende belegte Homburg den 14. Platz in der 20er-Staffel in der Gruppe Süd und Oberle hatte in 15 Zweitligaspielen mitgewirkt. Im zweiten Jahr 2. Bundesliga, 1975/76, kamen die Saarländer überraschend auf den 3. Rang, Oberle war dabei in 17 Spielen aufgelaufen und hatte drei Tore erzielt. Sein letztes Spiel in der 2. Bundesliga bestritt der Abwehrspieler am 1. Mai 1976 beim Spitzenspiel gegen den Meister und Bundesligaaufsteiger 1. FC Saarbrücken. Beim 1:1 vor 20.000 Zuschauern spielte er in der Abwehrreihe mit Albert Müller, Gerd Figlus und Horst Ehrmantraut vor dem Torhüter Gregor Quasten.
Anhaltende Verletzungsfolgen zwangen ihn zum Karriereende; er wurde im Jahr 1976 zum Sportinvaliden erklärt. Insgesamt wird er in der Statistik mit 99 Regionalligaeinsätzen (7 Tore) und 32 Spielen in der 2. Bundesliga (3 Tore) geführt.
Oberle starb im April 2022 im Alter von 75 Jahren nach längerer Krankheit.